# Kim Tche-jon
Kim Tche-jon (korejsky 김태연, Kim Tchä-jon, anglický přepis Kim Tae-yeon, * 9. března 1989), známá jako Taeyeon, je jihokorejská zpěvačka, modelka, herečka a tanečnice. Debutovala jako členka skupiny Girls' Generation.

## Život a kariéra

### 1989–2006: Mladí a začátky kariéry
Taeyeon se narodila 9. března 1989 v Čondžu v Jižní Koreji. Má staršího bratra a mladší sestru Kim Ha-yeon která debutovala sólově v roce 2020. Během svého druhého ročníku na střední škole, Taeyeon doprovázela svého otce na SM Academy, aby se věnovala vokálním lekcím. Ačkoli v té době její otec nepovzbudil Taeyeon, aby se stala zpěvačkou, ředitel školy ho přesvědčil, aby dal své dceři šanci poté, co se Taeyeon osvědčila.
Taeyeon trénovala s dřívějším vokálním trenérem The One po dobu tří let. Vyhrála první místo v soutěži SM Youth Best Competition a připojila se k SM Entertainment.

### 2006–2014: Debut s Girls' Generation, TTS a SM The Balad
V roce 2007 Taeyeon debutovala jako lídr skupiny Girls' Generation. Taeyeon, společně s jejím labelmateem nazpívala 7989, skladbu převzatou ze debutového alba Girls' Generation (2007) a čtvrtého Kangtova studiového alba Eternity (2008). V roce 2012 se stala členkou podskupiny skupiny Girls' Generation; Girls' Generation TTS. Taeyeon se ve své skupině stala velmi oblíbenou. V únoru 2014 se Taeyeon připojila k projektu SM The Balad, a přispívala svými vokály k jejich druhému albu Breath.

### 2015–2016: Sólový debut sI
V říjnu 2015 debutovala sólově s mini albem I. EP se umístilo na druhém místě v jihokorejském žebříčku Gaon Album Chart a na prvním místě na US Billboard World Albums.

## Diskografie

### Studiová alba
- My Voice (2017)
- Purpose (2019)

### Mini alba
- I (2015)
- Why (2016)
- This Christmas: Winter is coming (2017)
- Something New (2018)
- Voice (2019)
- #GrlSpkOut (2020)
- What Do I Call You (2020)